# Алејск
Алејск (рус. Алейск) град је у Русији у Алтајском крају. Према попису становништва из 2010. у граду је живело 29510 становника.

## Становништво
| 1939.  | 1959.  | 1970.  | 1979.  | 1989.  | 2002.  | 2010.  |
| ------ | ------ | ------ | ------ | ------ | ------ | ------ |
| 20.339 | 28.982 | 32.487 | 31.305 | 30.309 | 28.551 | 29.510 |